# Carina Christensen
Pour les articles homonymes, voir Christensen.
Carina Christensen, née le 8 novembre 1972 à Fredericia (Danemark), est une femme politique danoise, membre du Parti populaire conservateur.

## Biographie
Carina Christensen obtient en 1998 un master en négociation internationale à l'université du Danemark du Sud.
Engagée au sein du Parti populaire conservateur, elle travaille en 1997 comme assistante pour les trois députés européens du mouvement, dont l'ancien Premier ministre Poul Schlüter. Elle est candidate sur la liste du parti aux élections européennes de 1999, mais ne remporte pas de siège. Elle est élue députée au Folketing lors des élections législatives de novembre 2001.
Elle remporte un second mandat de députée lors des élections législatives de février 2005. Le 15 décembre 2006, elle devient ministre de la Famille et de la Consommation dans le gouvernement de coalition du libéral Anders Fogh Rasmussen, succédant à Lars Barfoed, mis en cause pour la mauvaise qualité des inspections alimentaires, dépendant de son ministère.
Elle est réélue pour un troisième mandat lors des élections législatives anticipées de novembre 2007. Après le scrutin, son ministère est absorbé par le nouveau portefeuille du Bien-être social, mais elle obtient tout de même un rôle dans le nouveau gouvernement d'Anders Fogh Rasmussen, en devenant ministre des Transports.
Le 10 septembre 2008, elle quitte le ministère des Transports pour succéder à Brian Mikkelsen comme ministre de la Culture. Elle est maintenue dans ses fonctions en avril 2009 quand Lars Løkke Rasmussen devient Premier ministre en cours de législature. Elle quitte toutefois le gouvernement le 23 février 2010, à l'occasion d'un vaste remaniement ministériel lors duquel elle est remplacée par Per Stig Møller. Après son départ du gouvernement, elle intègre la direction du groupe parlementaire conservateur.
En janvier 2011, elle devient la porte-parole politique de son groupe parlementaire. Elle échoue à être réélue lors des élections législatives de septembre.